# Una donna per amica
Una donna per amica es una película italiana de 2014, dirigida por Giovanni Veronesi.

## Sinopsis
Francesco y Claudia, son un par de amigos que comparten todas sus penas y alegrías de ser solteros, pero a su vez se encuentran bastante unidos por una relación de sinceridad y sin ataduras. Él está divorciado y se dedica a la abogacía, además de ser una persona bonachona y junto a la que cualquiera se puede sentir muy cómodo. Claudia es una veterinaria de padre italiano y madre francesa, con un cuerpo casi perfecto y muy guapa.
Cuando todo parece ir bien para los dos y en orden, Claudia decide casarse con un chico llamado Guiovanni, al que había conocido tan solo 3 días antes. Esta situación hace enfurecer mucho a Francesco, quien descubre que en realidad no eran buenos amigos, sino que él estaba enamorado de ella.

## Reparto
- Fabio De Luigi, como Francesco.
- Laetitia Casta,[1] como Claudia.
- Valentina Lodovini
- Adriano Giannini, como Giovanni.
- Valeria Solarino
- Monica Scattini